# 玉城裕規
玉城 裕規（たまき ゆうき、1985年12月17日 - ）は、日本の俳優。沖縄県出身。ISM ENTERTAINMENT所属。

## 略歴
高校1年生の頃に養成所のオーディションを受けて合格。俳優になるためには少しでも早い方が良いのではないかと考え、高校2年の途中で新たな高校へ編入し上京。
2008年、演劇集団BB団（2010年解散）のメンバーとなる。
2010年にヨーロッパで行われたショーイベント『Japan Anime Live』では『NARUTO -ナルト-』サスケ役を務め、イタリア・フランス・ベルギー・ドイツ各国のイベントに参加した。
2013年6月30日、所属事務所bambooを退所、同年7月、いずみ企画（芸能事務所キティのグループ会社）に移籍。
2016年8月31日に芸能事務所キティとの契約満了に伴い退社、同年11月7日よりトキエンタテインメントへ移籍。
2019年8月、トキエンタテインメントを円満退社、同年9月ISM ENTERTAINMENTへ移籍。
2021年1月から2022年12月まで明治座プレミアム倶楽部 プレミアムナビゲーターを務める。

## 人物
- 小学3年生の頃、SPEEDが流行していた影響を受けて友達と共にアクターズスクールに入ったことがある[3]。
- 俳優を目指したきっかけは、受験勉強の息抜きに母親と共にレイトショーで見た映画『GO』の世界観や映像美に魅了されて、映画の世界に入ってみたいと考えたため[2][3]。
- 中学・高校時代はサッカー部に所属していた[8]。高校生の時に九州大会で国見高校と対戦したと語る[8]。
- 高校時代の文化祭でクラスの出し物である映画への出演を打診されたが、恥ずかしかったために断る[2]。後夜祭ではミスターに選ばれたが、目立つのが嫌だったため校内放送での呼び出しには応じずに家に帰ったというエピソードがある[2]。
- 共演者やスタッフから「中谷美紀に似ている」と言われることがある[9][10][注釈 1]。
- お酒が好き[注釈 2]。好きなお酒のおつまみはもずくなど[14]。
- 愛称は「玉ちゃん」。

## 出演

### 舞台
2007年
- ハナレウシ（5月、シアターサンモール）
- ノック…その優しさが欲しかった（8月、劇場MOMO）
- 魚人街（11月、SPACE107）

2008年
- 遙かなる時空の中で 舞一夜（1月 - 2月・8月、サンシャイン劇場 他）
- TAKE-MITSU（4月、千本桜ホール） - ジュリー 役
- サムライモード（6月、天王洲 銀河劇場 他）
- VERSUS（10月、ウッディシアター中目黒） - 不破竜二 役

2009年
- 遙かなる時空の中で 朧草子（1月 - 2月・8月、なかのZERO 他） - 式神 役
- BARAGA-鬼ki（4月、全労済ホール/スペース・ゼロ）
- アンジェラ〜Princess of Pirates〜（6月、ウッディシアター中目黒） - ロロ 役
- 湯河原ドリフターズ（9月、千本桜ホール） - 主演：木村達也 役

2010年
- MARIONETTES -マリオネッツ-（2月、ウッディシアター中目黒） - 主演：ヨミ・ジン 役
- リバースヒストリカ（5月、六行会ホール） - 津田 / 石田三成 役
- 2069（7月、SHIBUYA BOXX） - アム 役
- シブヤ×アキバ〜カノジョはボクの青い鳥〜（8月 - 10月、世界館 他） - タケル 役
- 究極! アニメ店長DECADE 〜頂上決戦!!! 兄沢VSブラックアニメイト! 集結9人の戦士〜（12月、天王洲 銀河劇場） - 浦島ワタル 役

2011年
- 少年ハリウッド（4月14日 - 24日、全労済ホール/スペース・ゼロ） - 伊達竜之介 役
- 独占ハリウッド！ 001 〜夏のオレンジフレッシュ祭〜（8月27日 - 8月28日、時事通信ホール） - 伊達竜之介 役
- in the blue（8月、SPACE107） - 諒一 役
- Lullaby（11月、SPACE107） - 主演：石川五右衛門 役
- 念友 本能寺〜鬼を愛してしまった男〜（12月、前進座） - 滝川一益 役

2012年
- 少年ハリウッド〜僕らのオレンジにまた逢いたい〜（2月29日 - 3月25日、CBGKシブゲキ!! 他） - 伊達竜之介 役 
- 弱虫ペダル（2月、天王洲銀河劇場） - 東堂尽八 役
- ミラクル☆トレイン〜大江戸線へようこそ〜（4月、全労済ホール/スペース・ゼロ） - 七智 役
- 独占ハリウッド！002〜ぎゅっと弾ける僕らのオレンジデーがやってくる〜（4月13日 - 14日、ラフォーレミュージアム原宿） - 伊達竜之介 役  ※映像出演
- 青の祓魔師〜魔神の落胤〜（5月、日本青年館） - アマイモン 役
- 即興!! 〜ガチとの遭遇〜（6月9日、TACCS1179） - 日替わりゲスト
- Dream 第一章・第二章（7月、エコー劇場） - 亮 役
- 裏切りは僕の名前を知っている Vol.2（8月、前進座） - 蓬莱黒刀（） 役
- abc★赤坂ボーイズキャバレー 3回表〜喝! & 勝つ!〜（8月、赤坂ACTシアター  他） - 成島譲 役
- 朗読劇＆トークショーイベント ゴミスイッチ！（9月22日 - 30日） - セイジ 役
- 裏切りは僕の名前を知っている Vol.3（11月、シアター1010） - 蓬莱黒刀 役
- ライチ☆光クラブ（12月、紀伊國屋ホール） - ジャイボ 役
- 夜のミラクル☆トレイン〜大江戸線へようこそ〜SWEET DREAM EXPRESS（12月28日 - 30日、新宿FACE） - 七智 役 

2013年
- 不毛会議（1月、CBGKシブゲキ!!） - 徳川 役
- 弱虫ペダル 箱根学園篇 〜眠れる直線鬼〜（1月 - 2月、紀伊國屋サザンシアター  他） - 東堂尽八 役
- さよならジョバンニ（2月 - 3月、シアターサンモール） - 主演：ギンガ 役
- Messiah メサイア -銅ノ章-（4月、シアターサンモール） - 周康哉 役
- プレゼント◆5（4月27日、シアターサンモール） - カフェのマスター 役（日替わりゲスト）
- リザードマン 〜Bitter Pain Dolls〜（5月 - 6月、全労済ホール/スペース・ゼロ） - JP5 役
- 朗読劇 極上文學 IV 藪の中（6月、俳優座劇場） - 真砂 / 多襄丸 役
- 弱虫ペダル インターハイ篇 The First Result（8月 - 9月、サンシャイン劇場 他） - 東堂尽八 役
- 勝手に！ドルフェス2013（10月6日、品川ステラボール、構成・演出:富田昌則） - 「NJ5」の闇討ち担当
- 余白な僕ら（10月30日 - 11月4日、全労済ホール/スペース・ゼロ） - 朝比奈透 役
- 銀河英雄伝説 第四章 前篇 激突前夜（11月 - 12月、東京国際フォーラム ホールC） - オスカー・フォン・ロイエンタール 役
- ライチ☆光クラブ 再演（12月、AiiA Theater Tokyo） - ジャイボ 役

2014年
- Messiah メサイア -白銀ノ章-（1月、シアターGロッソ） - 周康哉 役 
- うさぎレストラン（2月、六行会ホール） - 主演：野比 役
- 海峡の光（4月11日 - 29日、よみうり大手町ホール） - 受刑者佐藤、生徒B 役
- Requiem（6月、シアターグリーン BIG TREE THEATER） - 主演：織田信長 役
- 朗読劇 極上文學 VI ドグラ・マグラ（6月 - 7月、紀伊國屋ホール 他） - 青年I 役
- Messiah メサイア -紫微ノ章-（8月、サンシャイン劇場） - 周康哉 役 
- 里見八犬伝（10月 - 11月、新国立劇場中劇場 他） - 犬坂毛野 役
- HYSTERIC6（12月2日 - 7日、CBGKシブゲキ!!） - キョウスケ 役 ※映像出演、2日のみ本人登場
- 朗読劇 僕とあいつの関ヶ原（12月14日 - 15日、天王洲 銀河劇場） - 大谷吉継、井伊直政 役 他

2015年
- 曇天に笑う（2月21日 - 3月1日、天王洲 銀河劇場） - 主演：曇天火 役
- 朗読劇 私の頭の中の消しゴム7th letter（5月5日・6日、天王洲 銀河劇場） - 浩介 役
- Little Fandango（7月8日 - 12日、あうるすぽっと） - 主演：ヘンリー・マカーティ 役
- 朗読劇 僕とあいつの関ヶ原（8月5日、天王洲 銀河劇場） - 〈初演チーム〉大谷吉継、井伊直政 役
- 朗読劇 俺とおまえの夏の陣（8月8日 - 9日、天王洲 銀河劇場） - 主演：伊達政宗 役
- Messiah メサイア -鋼ノ章-（9月、シアターGロッソ 他） - 周康哉 役 
- カレーライフ（10月17日 - 11月7日、Zeppブルーシアター六本木 他） - 主演 ケンスケ 役

2016年
- ロボ・ロボ（1月、天王洲 銀河劇場） - 主演：アナライザーT-1 役
- 朗読劇 SOUND THEATRE × TENCHU 〜 天誅 闇の仕置人〜（4月、豊洲PIT 他） - 大道寺尊、柳生小太郎 役
- 曇天に笑う 再演（5月27日 - 6月5日、天王洲 銀河劇場 他） - 主演：曇天火 役
- 名なしの侍（7月、サンシャイン劇場 他） - 伝助 役
- 黒執事 〜NOAH’S ARK CIRCUS〜（11月 - 12月、TOKYO DOME CITY HALL 他） - スネーク 役

2017年
- 紅き谷のサクラ〜幕末幻想伝 新選組零番隊〜（1月12日 - 15日、天王洲 銀河劇場） - 主演：天音屋サクラ 役
- 里見八犬伝（4月 - 5月、千葉県南総文化ホール 他） - 犬川荘助 役

2018年
- ONLY SILVER FISH（1月6日 - 17日、紀伊國屋ホール） - ロイ 役
- 99才まで生きたあかんぼう（2月22日 - 3月24日、よみうり大手町ホール 他）
- 若様組まいる〜アイスクリン強し〜（4月27日 - 5月6日、サンシャイン劇場） - 主演：皆川真次郎 役
- 舞台 刀剣乱舞 悲伝 結いの目の不如帰（）（6月2日 - 7月29日、明治座 他） - 小烏丸 役 
- 朗読劇 青空（8月18日〈日替わり〉、三越劇場） ｰ 源平大和 役
- 魔界転生（10月6日 -12月14日、博多座 他） ｰ 田宮坊太郎 役

2019年
- 画狂人 北斎（1月10日 - 20日、新国立劇場） - 高井鴻山、柳川時太郎 役
- ふたり阿国（3月29日 - 4月15日、明治座） - 猪熊少将教利 役
- 錆色のアーマ -繋ぐ-（6月、天王洲 銀河劇場 他） - 羽柴秀勝 役
- 大悲［story A 大悲 31mm ］［ story B 大悲 37m ］（7月19日 - 29日、紀伊國屋サザンシアター TAKASHIMAYA） - 佐久間護 役
- 舞台 刀剣乱舞 維伝 -朧の志士たち-（11月29日 - 2020年1月18日、TOKYO DOME CITY HALL 他） - 小烏丸 役

2020年
- 改竄・熱海殺人事件 ザ・ロンゲストスプリング（3月12日 - 4月5日、紀伊國屋ホール 他） - 容疑者 大山金太郎役
- -4D-imetor（）（5月8日 - 24日、紀伊國屋ホール 他） - 斉木国成 役※公演中止
- BIRTH（10月10日 - 21日、よみうり大手町ホール） - ユウジ 役 ※杉江大志とダブルキャスト
- HELI-X（12月3日 - 13日、紀伊國屋サザンシアター TAKASHIMAYA 他） - 主演：ゼロ 役 

2021年
- HELI-X Ⅱ〜アンモナイトシンドローム〜（10月7日 - 17日、紀伊國屋サザンシアター TAKASHIMAYA）
- オカンが魔法陣をかいている（2月19日 - 21日、銀座博品館劇場） - 息子ヨシヒコ 役
- FAKE MOTION -THE SUPER STAGE-（4月19日 - 5月2日、品川プリンスホテル ステラボール） - 武田不動 役
- 即興！朗読らくご会（5月17日、有楽町朝日ホール）
- 湊横濱荒狗挽歌〜新粧、三人吉三。（）（8月27日 - 9月12日、KAAT 神奈川芸術劇場 大スタジオ） - 柄沢純 役
- NARUTO-ナルト- 〜うずまきナルト物語〜（12月4日 - 2022年1月2日、日本青年館ホール 他） - 長門 役

2022年
- 文豪とアルケミスト 捻クレ者ノ独唱（アリア）（2月3日 - 20日、シアター1010 他） - 尾崎紅葉 役
- 修羅雪姫 - 復活祭50th - 修羅雪と八人の悪党（3月18日 - 27日、紀伊國屋ホール） - 王威龍（ワン・ウェイロン）役
- HELI-X III 〜レディ・スピランセス〜（6月3日 - 19日、池袋サンシャイン劇場 他）
- いくじなし（9月20日 - 10月18日、明治座） - 卯之吉 役

2023年
- ハイブリッドイマーシブシアター 同窓会 優しくて残酷な彼を偲んで（1月11日 - 15日、マリーグラン赤坂） - 高城優斗 役
- 舞台 刀剣乱舞 七周年感謝祭 夢語刀宴會（）（8月4日 - 6日、幕張メッセ 幕張イベントホール） - 小烏丸 役
- Operetta YAMA-INU（11月8日 - 12日、あうるすぽっと） - テラニシカツヒコ 役
- ETERNAL GHOST FISH -永恒机关魚-（10月13日 - 22日、紀伊國屋ホール） - 石原莞爾 役
- 演劇ドラフトグランプリ 2023（12月5日、日本武道館） - 劇団『恋のぼり』 座長

2024年
- 剣劇 三國志演技〜孫呉（4月5日 - 16日、明治座） - 黄祖 役
- 愚れノ群れ（6月5日 - 12日、シアターサンモール）加藤光平 役
- 邪魚隊 / ジャッコタイ（8月9日 - 9月8日、サンシャイン劇場 他） - 多々良 役
- あくたーず☆りーぐ さんにんのおうさまのおはなし（11月2日、横浜赤レンガ倉庫1号館 3Fホール） - しつじ 役
- 演劇ドラフトグランプリ THE FINAL（12月10日、日本武道館）

2025年
- 舞台 刀剣乱舞 十口伝 あまねく刻の遥かへ（2月15日 - 3月16日、品川プリンスホテル ステラボール 他） - 小烏丸 役
- 舞台 霧（6月10日 - 15日、シアターサンモール） - 宍戸 役
- 舞台 RE:BIRTH（10月2日 - 13日〈予定〉、飛行船シアター） - 今川 役
- ミュージカル『十二国記 -月の影 影の海-』（12月9日 - 2026年2月1日〈予定〉、日生劇場 他） - 蒼猿 役

### 映画
- フライ,ダディ,フライ（2005年） - 鈴木軍団 役
- 僕はこの丘で、君を愛したい… （2005年） - 高橋浩二 役
- 僕の彼女とその彼氏〜Drop in Ghost〜（2007年） - タカシ 役[126]
- 不毛会議（2013年） - 徳川 役 [127][128]
- Messiah メサイア - 周康哉 役
  - Messiah メサイア -漆黒ノ章-（2013年8月）[129]
  - Messiah メサイア -深紅ノ章-（2015年10月） - 周康哉 役
  - Messiah メサイア外伝 ―極夜 Polar night -（2017年6月） - 主演：周康哉 役[130][131]
- Dance!DanceDance!!（2014年）- 星野一徹（萌絵） 役
- EIKEN BOOGIE 涙のリターンマッチ（2015年）[132]
- 薄桜鬼SSL 〜sweet school life〜 THE MOVIE（2016年） - 伊東甲子太郎 役[133]
- 血まみれスケバンチェーンソー（2016年） - 笹山香織 / 怨憎 役[134]
- のぞきめ（2016年） - 四十澤想一（過去） 役[135][136]
- 新宿スワンII （2017年）
- 咲-Saki-（2017年） - ハギヨシ 役[137]
- トリノコシティ（2017年12月23日） - 弔屋 役[138]
- Sea Opening（2018年2月10日） - 城田雄大 役[139]
- 青春ディスカバリーフィルム どこだって青春編ー500円の後悔（2018年3月17日） - 神崎ゆうすけ 役[140]
- ゼニガタ（2018年5月26日） - 樺山博史 役[141]
- 一人の息子（2018年7月7日） - 倉田歩 役[142][143]
- ONLY SILVER FISH（2018年） - 白ネクタイの男 役[144]
- 紅葉橋（2018年） - 山名孝治 役[145]
- 浅草花やしき探偵物語 神の子は傷ついて（2020年） - 主演：ハル 役 ※伊万里有とダブル主演[146][147]
- 映画演劇サクセス荘 -侵略者Sと西荻窪の奇跡-（2021年12月31日） - ムーさん 役[148]
- 灰色の壁 -大宮ノトーリアス-（2022年2月25日） - 大下 役[149]
- さよなら グッド・バイ（2022年5月20日） - 主演：田島周二 役[150]
- 映画刀剣乱舞-黎明-（2023年3月31日公開、東宝） - 小烏丸 役[151]
- パラフィリア・サークル（2023年6月23日、MARCOT） - 玉川健斗 役[152]
- NOT BEER（2023年） - 主演：鮫島 役[153]
- 邪魚隊 / ジャッコタイ（2024年5月31日） - 多々良 役[154]

### テレビドラマ
- エコエコアザラク〜眼〜（2004年、テレビ東京）
- 境遇スピンオフドラマ もうひとつの境遇（2011年11月、朝日放送） - 孝太郎 役
- Messiah メサイア -影青ノ章-（2015年2月 - 3月、TOKYO MX） - 周康哉 役[155]
- 薄桜鬼SSL 〜sweet school life〜（2015年、TOKYO MX） - 伊東甲子太郎 役[156]
- 夜カフェ 第2話（2016年10月、TOKYO MX 2）[157]
- 咲-Saki-（2016年12月、MBS・TBS系） - ハギヨシ 役[137]
- 弱虫ペダル Season2（2017年8月18日 - 12月22日、BSスカパー!） - 東堂尽八 役[158][159]
- 號哭（）のカタストロフ（2018年1月10日 - 2月14日、TOKYO MX） - 主演：號 役[160][161]
- 人狼ゲーム ロストエデン（2018年1月） - 二神宗一郎 役[162][163]
- 天 天和通りの快男児 （2018年10月3日、10日、テレビ東京）[164]
- サクセス荘 シリーズ（テレビ東京） - ムーさん 役
  - テレビ演劇 サクセス荘（2019年7月12日 - 9月27日）[165]
  - テレビ演劇 サクセス荘2（2020年7月10日 - 9月25日）[166]
  - テレビ演劇  サクセス荘２mini （2020年10月13日 - 12月22日）
  - テレビ演劇  サクセス荘３（2021年1月7日 - 3月25日）[167]
  - テレビ演劇 サクセス荘3mini（2021年4月5日 - 6月14日） [168]
- FAKE MOTION -たったひとつの願い-（2021年1月21日 - 3月11日、日本テレビ） - 武田不動 役[169]
- 封刃師 第3話（2022年1月30日、ABC・テレビ朝日） - 羽生 役[170]
- 遺留捜査 第7シーズン 第8話（2022年9月1日、テレビ朝日） - 宮平瞬 役[171]
- 罠の戦争（2023年1月16日 - 3月27日、関西テレビ・フジテレビ） - 犬飼俊介 役[172][173]
- 科捜研の女 season23 第3話（2023年8月30日、テレビ朝日） - 栗城明良 役[174]
- 奪われた僕たち（2024年4月12日 - 5月17日、MBS） - 猪熊辰也 役[175]

### テレビ番組
- 俺旅。シーズン3 ベトナム編（2017年、ホームドラマチャンネル）[176][177]
- 僕たちの小トリップ〜まるっと上越！篇〜（2019年、テレビ神奈川）[178]

### ナレーション
- TVアニメ『平家物語』放送直前特番 キャスト＆スタッフが語る〈+Ultra〉（2022年1月、フジテレビ）[179]

### アニメ
- ライチ DE 光クラブ（2012年10月 - 11月、TOKYO MX） - ジャイボ 役[40]

### ウェブドラマ
- スマ♡キュンムービー『先生に恋した夏』（2016年9月6日 - 29日、YouTube） - 主演：澤田裕規 役 （唯月ふうかとダブル主演）[180]
  - 主題歌であるSoftly の『あなたのことを想って指先でなぞる文字は』及び同曲が収録されたアルバム『言えなかったこと。言いたいこと。（限定版のみ）』のジャケットにも起用される。
- めがだん「ウェアラブルめがねくん」（2017年、GYAO!） - 主演：甘城律 役[181]
- 即興演技サイオーガウマ SEASON:01（2019年3月20日 - 、numan） - 主演：烏丸アブラノコウジ 役 （中村龍介とダブル主演）[182][183]
- East End CARNIVAL 浅草花やしき探偵物語〜prologue〜（2019年6月10日、ニコニコ動画） - 主演：ハル 役 （伊万里有とダブル主演）[184]

### バラエティ
- 2.5次元男子推しTV シーズン3 #1（2018年10月26日、WOWOWライブ）[185]
- 荒牧慶彦 ANOTHER WORLD #5（2020年11月4日、dTVチャンネル）

### CM
- 江崎グリコ「ポスカム」[1]

### MV
- Softly「あなたのことを想って指先でなぞる文字は」[186]

### その他
- ショーイベント「Japan Anime Live」（2010年） - サスケ 役[187][188][189]
- 公式ニコニコ生放送（トキエンタチャンネル 内）「玉城裕規の『のみたま』」（2018年1月23日 - 2019年8月29日、ニコニコチャンネル）[190]
- 公式ニコニコ生放送（キャストサイズチャンネル 内）『玉城裕規の月下美人』（2019年9月13日 - 、ニコニコチャンネル）[191]
- 人生人狼-アクトセレクト-（2020年11月9日 、シアターコンプレックス）[192]
- 2.5次元男子。LIVE 2025〜推しメンCLUBへようこそ〜（2025年7月11日〈予定〉、LINE CUBE SHIBUYA） - MC[193]

## 映像作品

### DVD
- STRAIGHT STORY〜document of YUKI TAMAKI〜（2017年8月1日、エス・エル・エフ）

### オリジナルビデオ
- ハッピーレシピThe Drama episode 1（2014年2月）[194]
- ハッピーレシピThe Drama episode 2（2014年3月）[195]

## 書籍

### 写真集
- You are here…（2016年）
- 月刊玉城裕規×小林裕和（2017年12月17日 、Mファクトリー）[196] ISBN 978-4-86205-910-9
- Travelogue feat.玉城裕規（2018年12月17日、エス・エル・エフ）
- WORKS（2020年2月18日、撮影：山内洋枝）[197]

### 関連書籍
- 横川良明『役者たちの現在地』（2019年1月30日、KADOKAWA）ISBN 978-4-04-735458-6
- ニノダン＋（プラス） -Power of the Stage-（2021年、ロングランプランニンング）※受注生産[198]